# 大矢陽子
大矢 陽子（おおや ようこ、1979年5月3日 - ）は、神奈川県横浜市出身の元横浜ベイスターズ（現・横浜DeNAベイスターズ）オフィシャルリポーター。元プロ野球選手・横浜監督の大矢明彦（リポーター当時は解説者）の次女。
2004年から横浜の球団専属リポーターを2年務めていた。現在は球団職員。
趣味は人間観察、スポーツ、料理。

## 人物・来歴
幼少時代は野球にあまり興味が無かったが、高校時代に父が横浜の監督に就任し父の苦労を間近で見て、野球に興味を持つようになる。
1年半のアメリカのシアトルでの語学留学を経てアナウンサーやリポーターが所属するプロダクション、エス・オー・プロモーションに所属。2003年、平塚球場　（現：バッティングパレス相石スタジアムひらつか）で野球観戦していたところ、球団職員にスカウトされ2004年2月に、横浜ベイスターズの2代目オフィシャルリポーターに就任する。2005年12月にリポーターを退任するまで新聞や球団公式サイトへのコラム掲載や、球団応援番組やイベントの司会、中継のリポーター、インタビュアーなどを務めていた。
留学経験を生かし、湘南シーレックスの試合のときには外国人選手の通訳を務めたこともあった。
2005年当時就任していた牛島和彦監督からは「お嬢」、ファンや選手からは「陽ちゃん」「陽子ちゃん」と呼ばれ親しまれた。

## 出演番組
- YOKOHAMAベイスターズナイター（テレビ神奈川） - インフォメーションコーナー、ベンチリポーター
- イイネ!ベイスターズ（テレビ神奈川） - 司会
- 球場内ミニFM「FMハマスタ」
- FM YOKOHAMA「TODAYS BAYSTARS」 - 試合直前リポート

## 執筆
- 大矢陽子のウォッチングリポート（球団公式サイト内）
- 毎日新聞コラム
- 朝日新聞折込コラム